# Stu Grayson
Marc Dionne (nacido el 25 de enero de 1989) es un luchador profesional canadiense quien trabajó en All Elite Wrestling (AEW) bajo el nombre de Stu Grayson. Actualmente compite por varias promociones independientes en América del Norte, incluyendo Alpha-1 Wrestling, Capital City Championship Combat (C*4) y Pro Wrestling Guerrilla (PWG) con sede en California con el nombre de Player Dos.
Dionne ha sido una vez Campeones de Parejas de Chikara y una vez Campeón Mundial en Parejas de PWG.

## Carrera

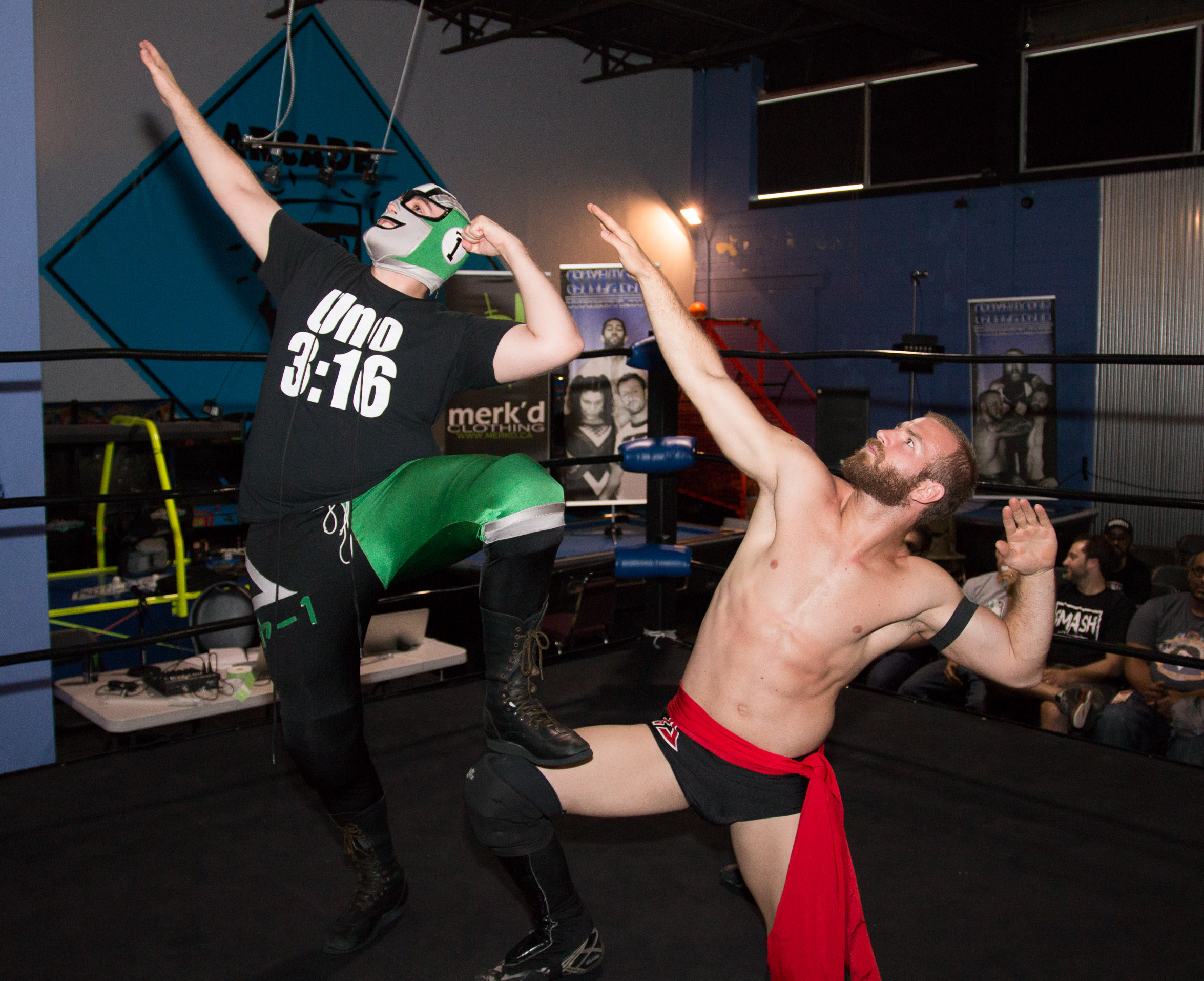
El equipo de lucha libre profesional Super Smash Brothers - Player Uno (a la izquierda con máscara) y Stu Dos haciendo su característica pose en el ring en el Smashapalooza de Smash Wrestling en Etobicoke, ON.

### International Wrestling Syndicate
Uno hizo su debut en la promoción de lucha libre canadiense International Wrestling Syndicate (IWS). Uno encontró rápidamente un compañero de equipo en Player Uno como los Super Smash Brothers. El equipo encontró el éxito y pronto ganaron el Campeonato en Parejas de IWS. Uno también encontró el éxito como un competidor individual ya que también ganó el Campeonato Canadiense de IWS. Se quedó con la promoción hasta que se separó el 9 de octubre de 2010.

### Chikara (2007-2010)
Tupefied debutó en Chikara en 2007 como la mitad de Super Smash Bros., para el fin de semana de triple tiro de noviembre. Stupefied fue traído de regreso por el King of Trios, y se convirtió en un luchador regular en el fed. El equipo de la etiqueta se convirtió en un favorito de los fanáticos, sin embargo, tuvieron problemas para recoger las victorias. En agosto de 2008, luego de que Stupefied se reenvasara como Jugador Dos, Super Smash Bros. comenzó una racha ganadora que alcanzaría su punto máximo el 21 de septiembre de 2008, durante el debut de Chikara en el Medio Oeste, cuando Super Smash Bros. terminó el reinado récord de Incoherence (Delirious and Hallowicked), convirtiéndose en la 4.ª Chikara Campeones de Parejas. Sin embargo, su reinado terminó abruptamente el 19 de octubre de 2008, a manos del Portal de Osirian (Amasis y Ophidian) solo en su primera defensa.

### Pro Wrestling Guerrilla (2011-2013)
El 10 de septiembre de 2011, Uno debutó en Pro Wrestling Guerrilla (PWG) como miembro de Super Smash Bros. con Player Uno. En su primer combate, se enfrentaron a los RockNES Monsters (Johnny Goodtime y Johnny Yuma), un equipo de jugadores con un truco similar de videojuegos, en un esfuerzo por perder. El Super Smash Bros. regresó el 10 de diciembre de 2011, esta vez perdiendo un partido contra The American Wolves (Davey Richards y Eddie Edwards). Los Super Smash Bros. obtuvieron su primera victoria en PWG el 17 de marzo de 2012, al derrotar a los dos veces Campeones Mundiales en Parejas de PWG, The Young Bucks (Matt y Nick Jackson), y los RockNES Monsters en un Triple Threat Match.

### All Elite Wrestling (2019-presente)
Evil Uno y Stu Grayson hicieron su debut sorpresa como The Dark Order en Double or Nothing de All Elite Wrestling el 25 de mayo de 2019, que apareció después del combate entre Best Friends y Angélico & Jack Evans. Después de que terminó el partido, las luces se apagaron y cuando volvieron a encenderse, Uno y Grayson estaban en el ring. Las luces se apagaron por segunda vez y cuando volvieron a encenderse, unos secuaces enmascarados rodearon el ring. The Order entonces atacó a los cuatro hombres. Después del ataque, las luces se apagaron de nuevo y desaparecieron.
El 13 de julio, Grayson debutó en el evento de Fight for the Fallen junto con Uno clasificándose en la primera ronda del torneo por el Campeonato Mundial en Parejas de AEW quienes derrotaron a Los Güeros del Cielo (Angélico & Jack Evans) y Jungle Boy & Luchasaurus.
El 27 de julio de 2021 hizo equipo con Evil Uno para derrotar a Zach Mason y Warren Jhonson en un episodio de AEW Dark.

## Vida personal
Dionne es propietario de una pequeña empresa de pisos.

## En lucha
- Movimientos finales
  - B13 (Super flip snapmare driver)[5]
  - Final Smash (Reverse crucifix powerbomb)[5]

- Movimientos de firma
  - Corkscrew senton[5]
  - Falcon Kick (Superkick)[4]
  - Frog splash[4][5]
  - Inverted facelock reverse STO[5]
  - Suicide somersault senton[5]
  - Standing moonsault[5]
- Con Player Uno
  - Movimientos finales
    - Fatality! (Combinación de Gory bomb (Uno) / diving somersault cutter (Dos/Stupefied))
    - Pac-Man Fever (Aided spike piledriver)[5]

  - Movimientos de firma
    - Double enzuigiri[5]
    - Combinación de Double leg slam (Uno) / double knee backbreaker (Dos/Stupefied)[5]
    - Combinación de Fist drop (Uno) / standing moonsault (Dos/Stupefied)[5]
    - Indiana Jones and the Gold Stunner (Elevated jawbreaker)[5]
    - Inverted sitout side powerslam de Uno en un running cutter de Dos/Stupefied[5]
    - Jumping neckbreaker de Dos/Stupefied sobre la rodilla de Uno[5]
    - Level 20 Wizard (Combinación de charging knee lift (Uno) / Tiger feint kick (Dos/Stupefied) simultáneos a un oponente en una esquina)[5]
    - Mighty Morphin' Powerbomb (Combinación de Powerbomb (Uno) / neckbreaker (Dos/Stupefied))[5]
    - Shining Mage (Combinación de Shining wizard (Uno) / enzuigiri (Dos/Stupefied))[5]

- Apodos
  - "The Death Defying Canadian Daredevil"[1]
  - "The Walking Corpse" (como Zombified)
  - "The Emperor" (como Stu Grayson)[3]

## Campeonatos y logros
- Alpha-1 Wrestling

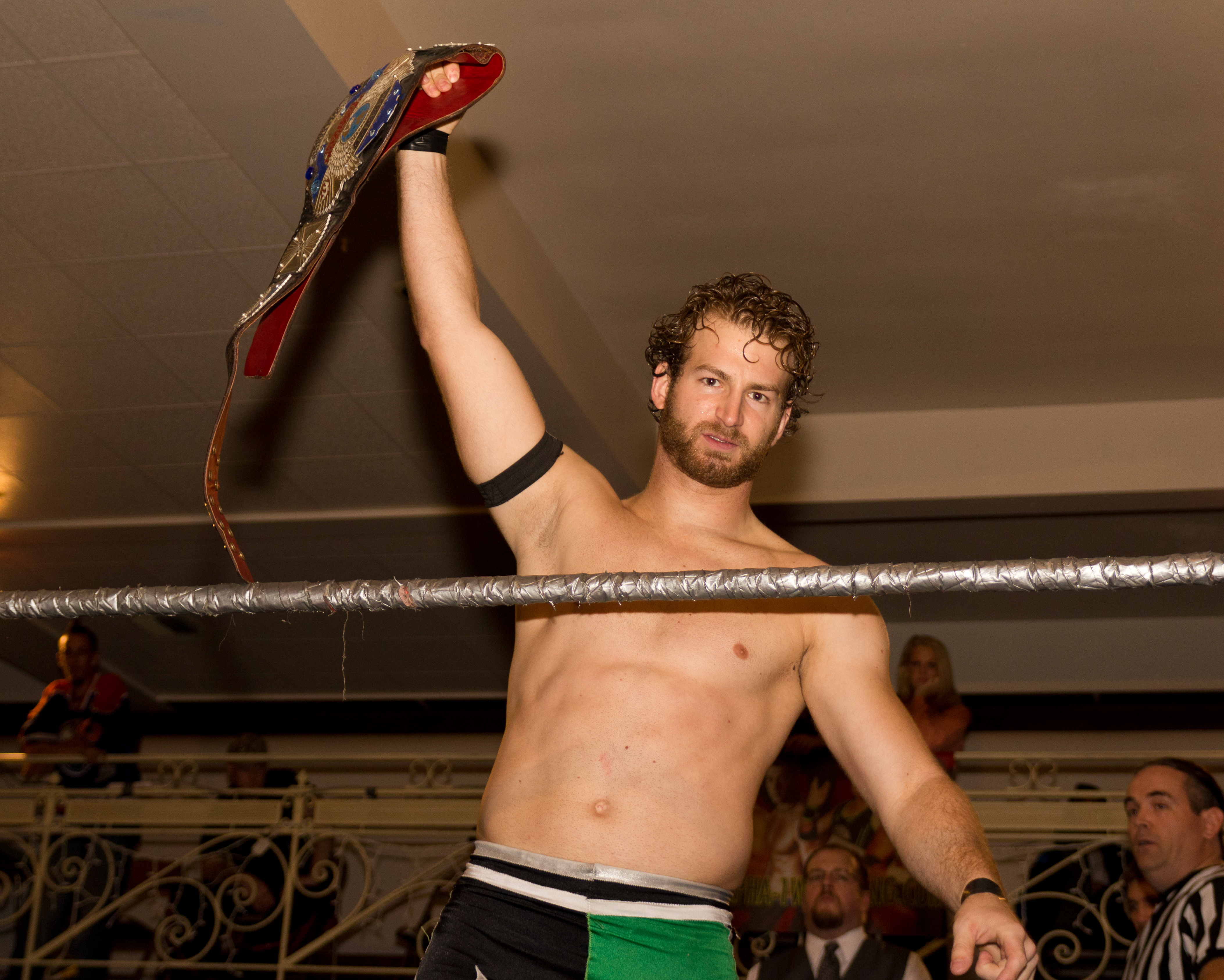
Player Dos como Campeón en Parejas de Alpha-1

  - Alpha-1 Wrestling Tag Team Championship (2 veces) – con Player Uno[9]

- Capital City Championship Combat
  - C*4 Championship (1 vez)[3]

- Chikara
  - Campeonatos de Parejas (1 vez) – con Player Uno[10]
  - Young Lions Cup VII (1 time)[5]

- Combat Revolution Wrestling
  - CRW Interim Tag Team Championship (1 vez) – con Player Uno[11]

- Federation de Lutte Québécois
  - FLQ Heavyweight Championship (2 veces)

- International Wrestling Syndicate
  - IWS World Tag Team Championship (1 vez) – con Player Uno[12]

- Lucha Toronto
  - Royal Canadian Tag Team Championship (1 vez, actual) - con Stu Grayson[13]

- Pro Wrestling Guerrilla
  - PWG World Tag Team Championship (1 vez) – Player Uno
  - PWG Dynamite Duumvirate Tag Team Title Tournament (2012) – con Player Uno

- Queen Street Entertainment
  - QSE Canadian Openweight Championship (1 vez, actual)

- Smash Wrestling
  - F8tful Eight Tournament (2018) - con Player Uno

- Squared Circle Wrestling
  - 2CW Tag Team Championship (1 vez) – con Player Uno[14]

- Pro Wrestling Illustrated
  - Situado en el Nº432 en los PWI 500 de 2011[15]
  - Situado en el Nº426 en los PWI 500 de 2012[16]
  - Situado en el Nº384 en los PWI 500 de 2013[17]
  - Situado en el Nº291 en los PWI 500 de 2014[18]
  - Situado en el Nº283 en los PWI 500 de 2015[19]
  - Situado en el Nº396 en los PWI 500 de 2017[20]
  - Situado en el Nº335 en los PWI 500 de 2018[21]